# Modest Urgell

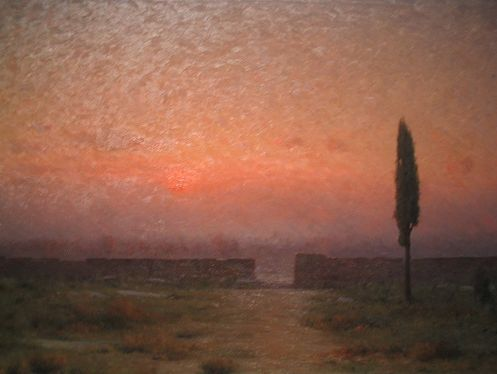
Modest Urgell: Paisatge/Landschaft, 1885–1895, Museu Nacional d’Art de Catalunya, Barcelona

Modest Urgell i Inglada (* 13. Juni 1839 in Barcelona; † 3. April 1919 ebenda, auch Modesto Urgell i Inglada) war ein spanischer Maler und Komödienautor. Das malerische Werk des auch unter dem Pseudonym Katúfol arbeitenden Künstlers steht am Übergang vom Realismus zum Impressionismus. Zu seinen bevorzugten Motiven gehörten Landschaftsansichten seiner katalanischen Heimat.

## Leben
Urgells künstlerisches Interesse galt zunächst dem Theater. Seine Eltern verboten ihm jedoch eine Schauspielausbildung am Teatro de Santa Cruz in Barcelona. Stattdessen begann er ein Studium der Malerei an der Escola de la Llotja bei Ramon Martí i Alsina, einem Maler, der den französischen Malern des Realismus nahestand. Anschließend finanzierten ihm seine Eltern einen längeren Aufenthalt in Paris, wo er sich Gustave Courbet anschloss. Zurück in Spanien zeigte er in den 1860er Jahren seine Werke mehrfach bei Ausstellungen in Barcelona und Madrid, wo Kritiker seine Arbeiten als zu fortschrittlich ablehnten.

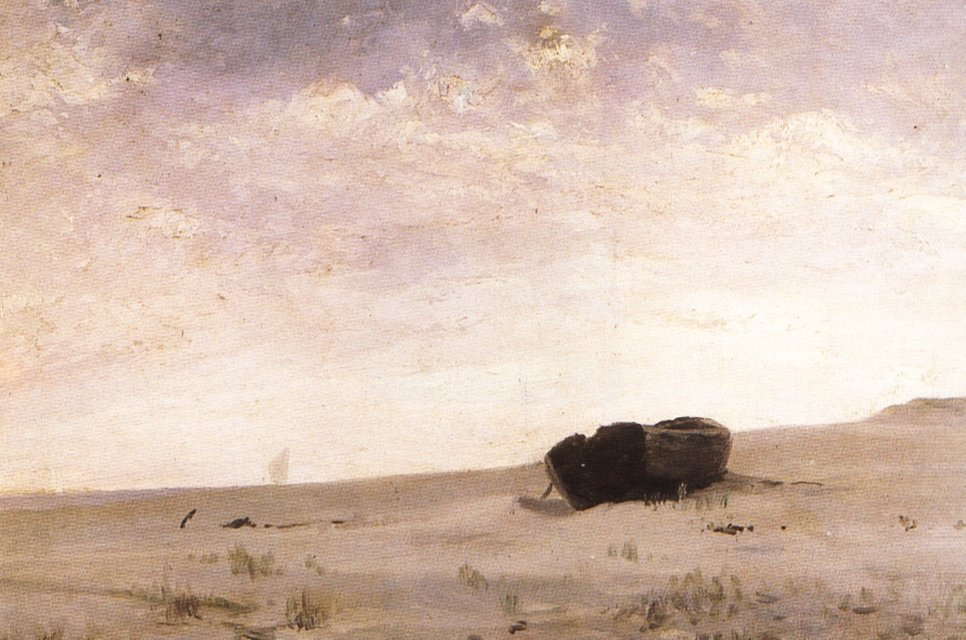
Modest Urgell: Marina, 1892

1870 verbrachte Urgell einige Zeit in Olot, wo sich der Maler Joaquim Vayreda niedergelassen hatte, der hier nach Vorbild der Schule von Barbizon die Künstlergruppe Escola d’Olot begründet hatte. Diese Vereinigung katalanischer Landschaftsmaler beeinflusste nachhaltig Urgells Malerei. Sein Werk steht am Übergang vom Realismus zum Impressionismus. Als Motiv wählte er bevorzugt romantische Landschaften seiner katalanischen Heimat. In seinen mit sparsamsten Mitteln gestalteten Kompositionen finden sich wiederholt einsame Strände, Friedhöfe oder Kirchen mit einer charakteristischen melancholischen Stimmung. Häufig wählte er herbstliche Szenerien, in denen gelegentlich ein Sonnenuntergang für eine besondere Farbstimmung sorgt.
Er signierte einiger seiner Arbeiten mit dem Pseudonym Katúfol und stellte ab 1877 regelmäßig in der Galerie Sala Parés in Barcelona aus. Ab Mitte der 1870er Jahre erhielt er bei Ausstellungen seiner Gemälde in Barcelona und Madrid wiederholt Auszeichnungen. Auch im Ausland fanden seine Bilder Anerkennung. So zeigte er erfolgreich seine Arbeiten in Brüssel, Paris, Berlin, München und Philadelphia. Darüber hinaus kaufte die in Paris lebende spanische Ex-Königin Isabella II. einige seiner Werke an. Ab 1894 unterrichtete er als Professor für Landschaftsmalerei an der Escola de la Llotja, wo zu seinen Schülern Joan Miró gehörte. Seine Werke finden sich heute in verschiedenen spanischen Museen, und auch die Hamburger Kunsthalle besitzt ein Landschaftsgemälde von Urgell.
Urgell begründete die katalanische Künstler- und Schriftstellervereinigung Sociedad Artística y Literaria de Cataluña. Als Komödienschriftsteller veröffentlichte er mehrere Werke. Dazu gehören Turbonada (1870), Lluny dels ulls (1898), Un terròs de sucre (1898), Añoranza! (1899), Por (1901) und Valor (1907). Darüber hinaus brachte er 1913 seine Autobiografie Memorias de una patum heraus.